# Pravokumski
Pravokumski (en rus: Правокумский) és un poble (un possiólok) del krai de Stàvropol, a Rússia, que en el cens del 2010 tenia 166 habitants. Pertany al districte rural de Levokúmskoie.